# Метц, Лотар
Лотар Метц (нем. Lothar Metz); 16 января 1939, Меране, Саксония, Германия — 23 января 2021) — немецкий борец греко-римского стиля, чемпион и неоднократный призёр Олимпийских игр, неоднократный призёр чемпионатов мира и Европы, десятикратный чемпион ГДР (1959, 1960, 1961, 1963, 1965—1968, 1971, 1973).

## Биография
Вырос в городе Ауэрбах, где с 14 лет занимался борьбой. В 1956 году выиграл на юношеском чемпионате ГДР. В 1958 году стал третьим на международном турнире в Лейпциге и дебютировал на чемпионате мира, также заняв третье место. В 1959 году переехал в Росток, начал выступать за ASK Vorwärts и стал офицером ВМФ ГДР. В том же году занял второе место на турнире в Грайце
На Летних Олимпийских играх 1960 года в Риме боролся в категории до 79 килограммов (средний вес). Выбывание из турнира проходило по мере накопления штрафных баллов. За чистую победу штрафные баллы не начислялись, за победу по очками при любом соотношении голосов начислялся 1 штрафной балл, любое поражение по очкам каралось 3 штрафными баллами, чистое поражение — 4 штрафными баллами. В схватке могла быть зафиксирована ничья, тогда каждому из борцов начислялись 2 штрафных балла. Если борец набирал 6 или более штрафных баллов, он выбывал из турнира. Титул оспаривали 24 человека. В шестом, последнем круге, Лотар Метц, исходя из результатов схватки Димитра Добрева, уже не мог рассчитывать на золотую медаль, а серебряную получал и в случае ничьей, что и произошло.
| Круг | Соперник          | Страна                                    | Результат | Основание                  | Время схватки |
| ---- | ----------------- | ----------------------------------------- | --------- | -------------------------- | ------------- |
| 1    | Раймонд Шуммер    | Люксембург                                | Победа    | Туше (0 штрафных баллов)   | 7:30          |
| 2    | Марчиано Магнаньи | Италия                                    | Победа    | По очкам (1 штрафной балл) |               |
| 3    | Иржи Корманик     | Чехословакия                              | Ничья     | (2 штрафных балла)         |               |
| 4    | Рассел Камиллери  | Соединённые Штаты Америки                 | Победа    | Туше (0 штрафных баллов)   | 11:49         |
| 5    | Николай Чучалов   | Союз Советских Социалистических Республик | Победа    | По очкам (1 штрафной балл) |               |
| 6    | Ион Черня         | Румыния                                   | Ничья     | (2 штрафных балла)         |               |

В 1961 году на чемпионате мира остался пятым.
На Летних Олимпийских играх 1964 года в Токио, выступая за Объединённую команду Германии, боролся в категории до 87 килограммов (средний вес). Регламент турнира остался прежним. Титул оспаривали 20 человек. К финалу Лотар Метц уже не мог рассчитывать на «золото», а проиграв Иржи Корманику, лишился и второго места, заняв третье.
| Круг  | Соперник           | Страна                                    | Результат | Основание                   | Время схватки |
| ----- | ------------------ | ----------------------------------------- | --------- | --------------------------- | ------------- |
| 1     | Чеслав Квециньский | Польша                                    | Победа    | По очкам (1 штрафной балл)  |               |
| 2     | Георге Поповичи    | Румыния                                   | Победа    | По очкам (1 штрафной балл)  |               |
| 3     | Валентин Оленик    | Союз Советских Социалистических Республик | Поражение | По очкам (3 штрафных балла) |               |
| 4     | Стиг Перссон       | Соединённые Штаты Америки                 | Победа    | Туше (0 штрафных баллов)    | 9:31          |
| 5     | Крали Бимбалов     | Болгария                                  | Победа    | По очкам (1 штрафной балл)  |               |
| Финал | Иржи Корманик      | Чехословакия                              | Поражение | По очкам (3 штрафных балла) |               |

В 1965 году снова остался пятым на чемпионате мира. На чемпионате Европы 1966 года занял четвёртое место. Лишь в 1967 году смог войти в число призёров, заняв второе место на чемпионате Европы, а также занял третье место на турнире Ивана Поддубного. Но на чемпионате мира 1967 года вообще остался восьмым. В 1968 году победил на турнире в Целла-Мелисе, а также занял третье место на турнире в Варшаве. На чемпионате Европы 1968 года был только девятым.
На Летних Олимпийских играх 1968 года в Мехико, выступая за команду ГДР, боролся в категории до 87 килограммов (средний вес). Выбывание из турнира проходило по мере накопления штрафных баллов. За чистую победу штрафные баллы не начислялись, за победу за явным преимуществом начислялось 0,5 штрафных балла, за победу по очкам 1 штрафной балл, за ничью 2 или 2,5 штрафных балла, за поражение по очкам 3 балла, поражение за явным преимуществом 3,5 балла, чистое поражение — 4 балла. Если борец набирал 6 или более штрафных баллов, он выбывал из турнира.
Титул оспаривали 19 спортсменов. В финале распределение мест зависело от результатов двух схваток: Бранислава Симича против Валентина Оленика и Лотара Метца против Николае Негута. После схватки югослава с советским борцом, где была ничья, Метцу тоже было достаточно ничьи, но он победил и стал олимпийским чемпионом.
| Круг  | Соперник        | Страна                    | Результат | Основание                  | Время схватки |
| ----- | --------------- | ------------------------- | --------- | -------------------------- | ------------- |
| 1     | Уэйн Бауман     | Соединённые Штаты Америки | Победа    | По очкам (1 штрафной балл) |               |
| 2     | Кэндзиро Хираки | Япония                    | Победа    | Туше (0 штрафных баллов)   | 4:41          |
| 3     | Тевфик Кыш      | Турция                    | Победа    | По очкам (1 штрафной балл) |               |
| 4     | Хокон Эверби    | Норвегия                  | Победа    | Туше (0 штрафных баллов)   | 1:33          |
| 5     | Бранислав Симич | Югославия                 | Ничья     | (2 штрафных балла)         |               |
| Финал | Николае Негут   | Румыния                   | Победа    | По очкам (1 штрафной балл) |               |

В 1970 году стал третьим на турнире в Восточном Берлине и серебряным призёром чемпионата Европы. В 1971 году стал бронзовым призёром чемпионата мира, повторив свой дебютный успех тринадцатилетней давности.
На Летних Олимпийских играх 1972 года в Мюнхене боролся в категории до 90 килограммов (полутяжёлый вес). Регламент турнира остался прежним.
Титул оспаривали 13 спортсменов. 33-летний борец уже не мог конкурировать на равных со своими соперниками, и после ничьей в первой схватке, две проиграл и выбыл из соревнований.
| Круг | Соперник           | Страна    | Результат | Основание                   | Время схватки |
| ---- | ------------------ | --------- | --------- | --------------------------- | ------------- |
| 1    | Чеслав Квециньский | Польша    | Ничья     | (2 штрафных балла)          |               |
| 2    | Йосип Чорак        | Югославия | Поражение | По очкам (3 штрафных балла) |               |
| 3    | Кимути Тани        | Турция    | Поражение | Туше (4 штрафных балла)     | 1:58          |

В 1973 году Лотар Метц закончил спортивную карьеру. В связи с нарушением слуха он рано вышел на пенсию.